# +Tic Elder Sister
+Tic Elder Sister (＋チック姉さん, Purasu Chikku nē-san, prononcez plus-tique Neesan) est une série de manga dessinée par Cha Kurii et publiée dans le magazine Young Gangan depuis septembre 2009. Un anime de 12 épisodes a été produit par Barnum Studio et TYO Animations et est sortie entre 2011 et 2012. Les cinq premiers épisodes ont d'abord été diffusés en ligne, avant de sortir en DVD avec le reste des épisodes,.

## Intrigue
L'histoire de +Tic Nee San est centrée autour de trois étudiantes : Iroe Genma, Makina Sakamaki et Okamoto Hazuki. Chaque épisode débute par une scène simple, puis de fil en aiguille la scène dégénère jusqu'à devenir surréaliste. Les différents épisodes de l'anime n'ont pas ou peu de lien scénaristique.

## Personnages
Iroe Genma (源間 色枝, Genma Iroe)
Iroe est une étudiante de petite taille aux cheveux blonds et aux yeux rouges, elle porte une réplique en plastique d'un phare sur la tête. Elle fait partie du club de modèle plastique dont elle est la présidente. Malgré sa petite taille, elle se fait surnommer « Nee-San » (grande sœur en japonais), d'autres l'appellent « Chibiko » (personne de petite taille). Elle est grossière, vulgaire et peut paraître parfois idiote. Le mot qui la définit selon sa description est « Baka » (バカ, « Idiote » en français).
Makina Sakamaki (酒巻 真希菜, Sakamaki Makina)
Makina est aussi membre du club de modèle plastique. Elle a des cheveux roux et des yeux bruns. Elle porte un tank miniature sur la tête, qui lui-même est occupé par un mini soldat qui peut se réveiller et tirer avec son tank (voir l'épisode 1 de l'adaptation anime). Selon elle, le mot qui la définit est « nīso » (ニーソ, ou en français des « bas » (chaussette montant jusqu'aux genoux)).
Okamoto Hazuki  (岡本 葉月, Hazuki Okamoto)
Okamoto Hazuki, aussi surnommée Okkapa, est une des membres du club de modèle plastique. Elle a les yeux gris foncé et les cheveux noirs et porte un tram miniature sur la tête. Elle use souvent de son « regard effrayant » pour parvenir à ses fins. Le mot le plus approprié pour la décrire est « Kowai » (怖い, effrayante en français).